# バレーボールバングラデシュ男子代表
バレーボールバングラデシュ男子代表は、バレーボールの国際大会で編成されるバングラデシュの男子バレーボールナショナルチームである。

## 歴史
1976年に国際バレーボール連盟へ加盟。アジア選手権は第5回大会の1989年アジア選手権、第7回大会の1993年アジア選手権の出場2回のみである。2010年世界選手権大陸予選は1次ラウンド同組のパキスタンとともに2次ラウンドへ進出した。

## 過去の成績

### オリンピックの成績
- 出場なし

### 世界選手権の成績
- 2010年 - アジア予選敗退

### アジア選手権の成績
- 1989年 - 17位
- 1993年 - 16位